# Club Necaxa
Maillots
Le Club Necaxa, également connu sous le nom de Rayos de Necaxa, est un club de football fondé en 1923 à Mexico et basé depuis 2003 à Aguascalientes (ville du centre du Mexique). 
Il évolue en première division du championnat du Mexique.

## Histoire
Fondée le 21 août 1923 avec l’aide de la compagnie d’électricité Compañía de Luz y Fuerza, à Mexico. En 1971, il a changé son nom en «Atlético Español» et de 1982 à aujourd’hui, il joue sous son nom original «Necaxa». Il a remporté les championnats 1994-95, 1995-96 et 1998 grâce au travail de l’entraîneur Manuel Lapuente et de joueurs tels que Álex Aguinaga. 

## Palmarès
| Compétitions nationales | Compétitions internationales |
| - Championnat du Mexique (3) : - Champion : 1995, 1996 et 1998 (C). - Vice-champion : 1996 (C), 1998 (A) et 2002 (A). - Coupe du Mexique (8) : - Vainqueur : 1925, 1926, 1933, 1936, 1960, 1966 et 1995, 2018 (C). - Finaliste : 2016 (C). - Supercoupe du Mexique (2) : - Vainqueur : 1966 et 1995. - Finaliste : 1960. - Supercoupe des coupes du Mexique (1) : - Vainqueur : 2018. - Finaliste : 2019. | - Coupe du monde des clubs : - 3e place : 2000. - Coupe des champions de la CONCACAF (2) : - Vainqueur : 1975, 1999. - Finaliste : 1996. - Coupe des vainqueurs de coupe de la CONCACAF (1) : - Vainqueur : 1994. - Copa Interamericana : - Finaliste : 1975. |

## Anciens joueurs
| - Alex Aguinaga - Agustín Delgado - Ignacio Ambríz - Cuauhtémoc Blanco - Horacio Casarín - Alberto García Aspe |  | - Carlos Hermosillo - Luis Hernández - Hernán Medford - Ricardo Peláez - Adolfo Rios |

(voir aussi Catégorie:Joueur du Club Necaxa)